# Štorovo
Štorovo je naselje v Občini Bloke.